# Luc Frieden
Luc Frieden (Esch-sur-Alzette, 1963. szeptember 16. –) luxemburgi politikus és jogász. 2023-tól Luxemburg miniszterelnöke. 1998 és 2013 között különböző miniszteri posztokat töltött be.

## Élete
1998 és 2009 között kincstári és költségvetési miniszter és igazságügyi miniszter. 2004 és 2006 között védelmi miniszter, 2009 és 2013 között pénzügyminiszter. 2014 júliusában lemondott a parlamenti tagságról, és a magánszektorba átment.